# Elisabeth Lupka
Elisabeth Lupka, född 27 oktober 1902 i Klein Dammer (nuvarande Dąbrówka Mała i Polen), död 8 januari 1949 i Kraków, var en tysk lägervakt i Ravensbrück och Auschwitz-Birkenau. Bland annat valde hon ut vilka fångar som skulle sändas till gaskammaren. I juni 1945 greps hon av allierade trupper och utlämnades senare till Polen, där hon dömdes till döden. Lupka avrättades genom hängning i Montelupich-fängelset i Kraków.

### Webbkällor
- ”Elisabeth Lupka”. http://www.rowdiva.com/lupka.html. Läst 27 mars 2019.